# Càstias
Càstias o Càstrias (occità) (en francès Castries) és un municipi occità del Llenguadoc, al departament de l'Erau (regió d'Occitània). L'any 2006 tenia 5.423 habitants. A nivell monumental hi destaquen el Palau de Càstias, construït al segle xvii sobre les restes d'un castell medieval; l'antiga església de Saint-Étienne i l'aqüeducte del palau de Càstias.